# Sommer-Paralympics 2004/5er-Fußball
Bei den Sommer-Paralympics 2004 in Athen wurde in einem Wettbewerb im 5er-Fußball eine Goldmedaille vergeben.
Die Entscheidungen fielen zwischen dem 18. und dem 28. September 2004. Der Spielort war das Olympic Hockey Centre, wo auch die olympischen Hockeyturniere stattfanden.

## Spielmodus
Zunächst traten alle Mannschaften in der Gruppenphase mit nur einer Gruppe gegeneinander an. Anschließend spielten der Gruppenerste und der Gruppenzweite im Finale gegeneinander. Der Dritte und der Vierte der Gruppe spielten um Bronze. Der fünfte und der sechste Platz wurde unter den beiden letzten Mannschaften der Gruppe erspielt.

## Qualifizierte Mannschaften
Insgesamt haben sich sechs Mannschaften bei den Männern für die Paralympics qualifiziert:
- Argentinien
- Brasilien
- Frankreich
- Griechenland
- Spanien
- Südkorea

## Ergebnisse
Es wurde lediglich ein Wettbewerb bei den Männern ausgetragen.
| Platz | Land        | Spieler |
| ----- | ----------- | --- |
| 1     | Brasilien   | Marcos Felipe Anderson Fonseca Mizael Oliveira Damiao Ramos Andreonni Rego Joao Silva Nilson Silva Severino Silva Sandro Soares Fabio Vasconcelos                       |
| 2     | Argentinien | Gonsalo Abbas Hachache Diego Cerega Eduardo Diaz Carlos Ivan Figueroa Dario Lencina Antonio Mendoza Oscar Moreno Julio Ramirez Lucas Rodriguez Silvio Velo              |
| 3     | Spanien     | Adolfo Acosta Vicente Aguilar Carlos Alvarez Alfredo Cuadrado Pedro Antonio Garcia Villa Carmelo Garrido Gonzalo Largo Jose Lopez Ramirez Antonio Martin Marcelo Rosado |

Finale:

 Argentinien  –   Brasilien  2:3 i. E. (0:0)
Spiel um Platz 3:

 Griechenland  –   Spanien  0:2
Spiel um Platz 5:

 Frankreich  –   Südkorea  3:1